# ブルーパノラマ航空
ブルーパノラマ航空 (Blue Panorama Airlines) はイタリアの航空会社。ローマに本拠地を置きイタリアの主要都市からカリブ海などに定期便やチャーター便を飛ばしている。ハブ空港はローマのフィウミチーノ空港とミラノのマルペンサ空港に置いている。
新型コロナによる経営への影響で経営難に陥り、2021年10月下旬に、同社はすべての業務を停止し、その後2022年後半に清算された。

## 歴史
ブルーパノラマ航空は1998年にフランコ・ペッチによって設立され、同年12月より運航を開始した。当初はDistal & Itr Group (66.6%) とフランコ・ペッチ (33.4%)の共同所有であったが、現在はフランコ・ペッチが単独で所有している。また、格安航空市場に参入したブルー・エクスプレスという子会社を持っている。

## コードシェア航空会社
- クバーナ航空

## 就航都市
- イタリア
  - ローマ
  - ミラノ
  - ボローニャ
- メキシコ
  - カンクン
- ドミニカ共和国
  - ラ・ロマーナ
  - サマナ
- キューバ
  - ハバナ
  - バラデーロ
  - カヨ・ラルゴ・デル・スル
  - サンタ・クララ
  - サンティアーゴ・デ・クーバ
- ジャマイカ
  - モンテゴ・ベイ
- タイ
  - バンコク

## 保有機材
ブルーパノラマ航空の保有機材は以下の通り。（2017年11月現在）

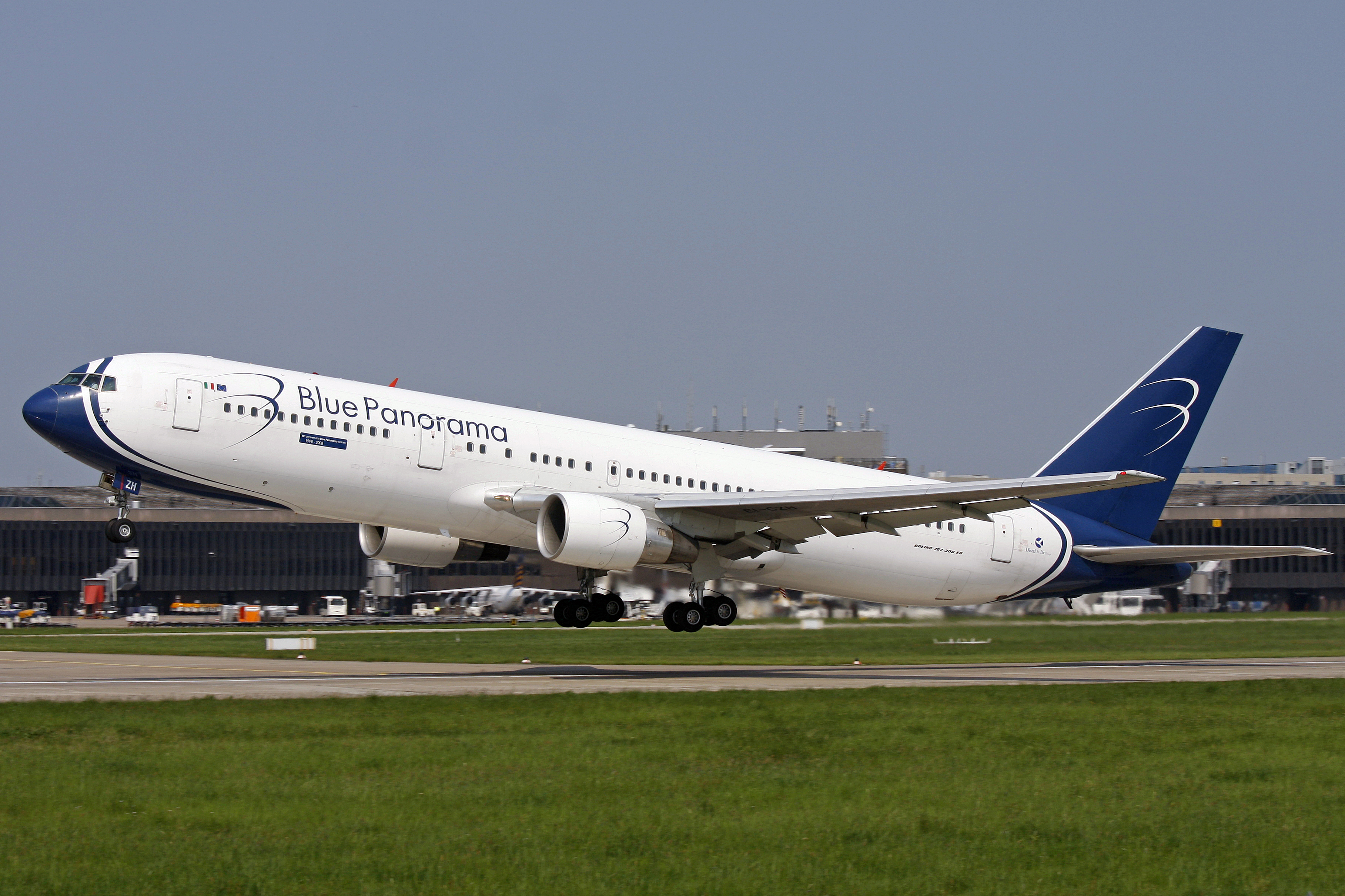
ボーイング767-300ER

2017年11月時点での機体平均年齢は21.7年である。